# Джазовий день усіх душ

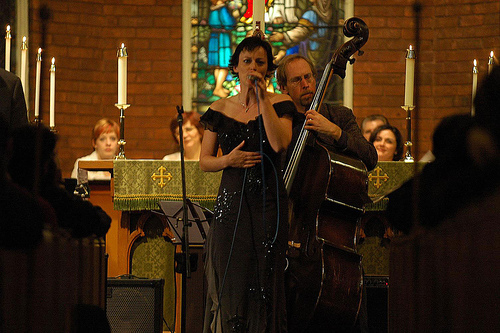
Джазові Задушки в Торонто, 2013 рік. Співає Оля Туркевич, акомпаніатор Ніл Свейнсон.

Джазовий день усіх душ («Джазові Задушки») — серія джазових концертів, які організовуються в багатьох містах Польщі в листопаді під час Дня поминання усіх померлих (або Дня всіх душ, пол. Zaduszki).
Уперше концерт відбувся у Кракові 1954 року, коли джазмени усієї Польщі вперше зустрілися 1 листопада в спортзалі краківської початкової школи на вул. Королеви Ядвіги. Джазова зустріч була знаковою подією початку політичної відлиги, бо під час сталінізму джаз зазнав переслідувань, а з 1953 р. виконувався епізодично і без суспільного розголосу. День поминання усіх душ був єдиним вихідним, коли джазменам країни було зручно зустрітися і зіграти разом джем-сейшн. Серед них був письменник та ентузіаст джазу Леопольд Тирманд, який зіграв на сопілці Swanee River, потім «Меломани», Кшиштоф Комеда, Анджей Курилевич, Вітольд Собоцінський та інші музиканти з Варшави, Познані та Сілезії.
У наступні роки, під час Дня всіх душ, відомі джазмени з усієї Польщі приїжджали до Кракова і грали разом, часто на приватних квартирах. Кшиштоф Комеда, Єжи Матушкевич, Анджей Тшасковський, Ян Пташин Врублевський залучали на джем-сейшни багатьох шанувальників джазу.
З 1956 року джаз-клуб «Гелікон» відповідав за підготовку кожного наступного Дня поминок. Вони розвивалися під його патронатом у масштабах, які дедалі зростали — концерти вже відбувалися у таких відомих концертних залах, як Філармонія, кабаре «Підвал під Баранами».
Після цього з'явилися і локальні Джазові Задушки, які існують і досі: у Седльцях (з 1957 р.), у Познані (з 2002 р., започатковано отцем Томашем Новаком), у Бидгощі (з 1961 р.), Соколові-Підляському (з 1979 р.), Вроцлаві, Елку, Ополе (з 1994).
Поморські джазові Задушки проводяться з 1998 року у багатьох місцях Гдині та Гданська за участю поморських джазових музикантів. Менші міста також регулярно організовують Джазові Задушки — наприклад, у Венгожево.
Нерідко активну участь у підготуванні Джазових Задушок бере Домініканський орден. У Варшаві Джазові Задушки проводяться у штаб-квартирі ордену на вулиці Фрета та у Монастирі на Служеві, а також у Кракові, Любліні та Ряшеві.
Традиція влаштовувати Джазовий день усіх душ поширилася і за кордоном — спочатку серед музикантів польського походження, а згодом і серед їх місцевих колег. З 2006 року У Торонто відбувається фестиваль All Souls Jazz, під час якого грають відомі польські джазові музиканти. Його ініціювала польсько-канадська співачка та композитор Олександра «Оля» Туркевич, яка виступала разом із гітаристом Ярославом Шмєтаною. У концерті також взяли участь канадські джазмени: Дон Томпсон, Ніл Свейнсон, Рег Швагер, Террі Кларк.